# شتراوبينغ
شتراوبينغ (بالألمانية: Straubing) هي منطقة حضرية، وبلدية، ومركز إقليمي كبير ومدينة تقع في ألمانيا في بافاريا السفلى. يقدر عدد سكانها بـ 44,633 نسمة.

## المدن التوأمة
مدن رومان سور ديزير، فيلز و توام ‏ هي مدن توأمة لـاشتراوبينغ.

## أعلام
- فرانز يوهان هوفمان
- هاني فينزيل
- توم أبيل
- لودويغ فيشر
- أوليفر هاين
- ألفرد ديك
- ألويس وايس
- جورج فرانز